# توماس روب
توماس روب (بالإنجليزية: Thomas Robb)‏ هو صحفي أمريكي، ولد في 1946 في ديترويت في الولايات المتحدة.